# Sexuální výchova (Městečko South Park)
Sexuální výchova (v anglickém originále Proper Condom Use) je sedmý díl páté řady amerického animovaného televizního seriálu Městečko South Park. Premiéru měl 1. srpna 2001 na americké televizní stanici Comedy Central.

## Děj
Matky z celého města požadují po panu Mackeym a paní Choksondikové, aby začali učit děti sexuální výchovu. Zatímco začnou o sexu vyučovat, vyděšené a neinformované děti začnou bojovat proti opačnému pohlaví.